# بيلي لينن
بيلي لينن (بالإنجليزية: Billy Lunn)‏ (8 مايو 1923 في المملكة المتحدة - 2000) هو لاعب كرة قدم بريطاني (وحمل سابقاً جنسية المملكة المتحدة لبريطانيا العظمى وأيرلندا) في مركز الهجوم. لعب مع غلينافون ونادي بورنموث ونيوبورت كونتي ووست بروميتش ألبيون ويوفل تاون.